# Ponikve (Ogulin)
Ponikve is een plaats in de gemeente Ogulin in de Kroatische provincie Karlovac. De plaats telt 159 inwoners (2001).